# Hszia-házbeli Csu
Hszia (Xia)-házbeli Csu (Zhu) (más néven: Jü (Yǔ) 予, Ning (Níng) 宁, Csu (Zhù) 佇, Jü (Yǔ) 宇, Hsziang-man (Xiāngmàn) 相曼, Jü (Yú) 輿, Csi-csu (Jìzhù) 季杼) a félig legendás Hszia (Xia)-dinasztia 7. uralkodója, aki a hagyományos kronológia szerint 57 évig (kb. i. e. 2097-2040) uralkodott.

## Származása, családja
Csu (Zhu) a dinasztia 6. uralkodójának, Sao Kang (Shao Kang)nak a fia, aki apja halála után lépett trónra, és lett a Hszia (Xia)-dinasztia 7. uralkodója. A feltehetően i. e. 2040-ben bekövetkezett halála után fia, Huaj (Huai) követte a trónon.

## Élete
Életéről, akárcsak a legtöbb Xia (Hszia) uralkodónak az életéről meglehetősen kevés információt tartalmaznak a források. A korai történeti művek általában csak szűkszavú, a legfontosabb eseményekre koncentráló, kronologikus felsorolást tartalmaznak. Csu (Zhu) uralkodása idején a Bambusz-évkönyvek szerint a következők történtek:
- Trónra lépésére a ji-csi (yiji) 己巳 naptári ciklusjelű évben került sor, és Jüan (Yuan)ban 原 élt.[1]
- Uralkodása 5. évében székhelyét Jüan (Yuan)ból áttelepítette Laocsiu (Laoqiu)ba 老丘 (a mai Kajfeng (Kaifeng)).[2]
- Uralkodása 8. évében a Keleti-tengernél (Tunghaj (Donghai) 東海) vadászott, eljutott Szansou (Sanshou)ba 三壽, s elfogott egy kilencfarkú rókát.[3]
- Uralkodása 13. évében Sang (Shang)-béli 商 vazallusa, Ming 冥 meghalt Hoban (Heben) 河.[4]